# Cibadak (Rawamerta)
Cibadak is een bestuurslaag in het regentschap Karawang van de provincie West-Java, Indonesië. Cibadak telt 3045 inwoners (volkstelling 2010).